# 鶏林州都督府

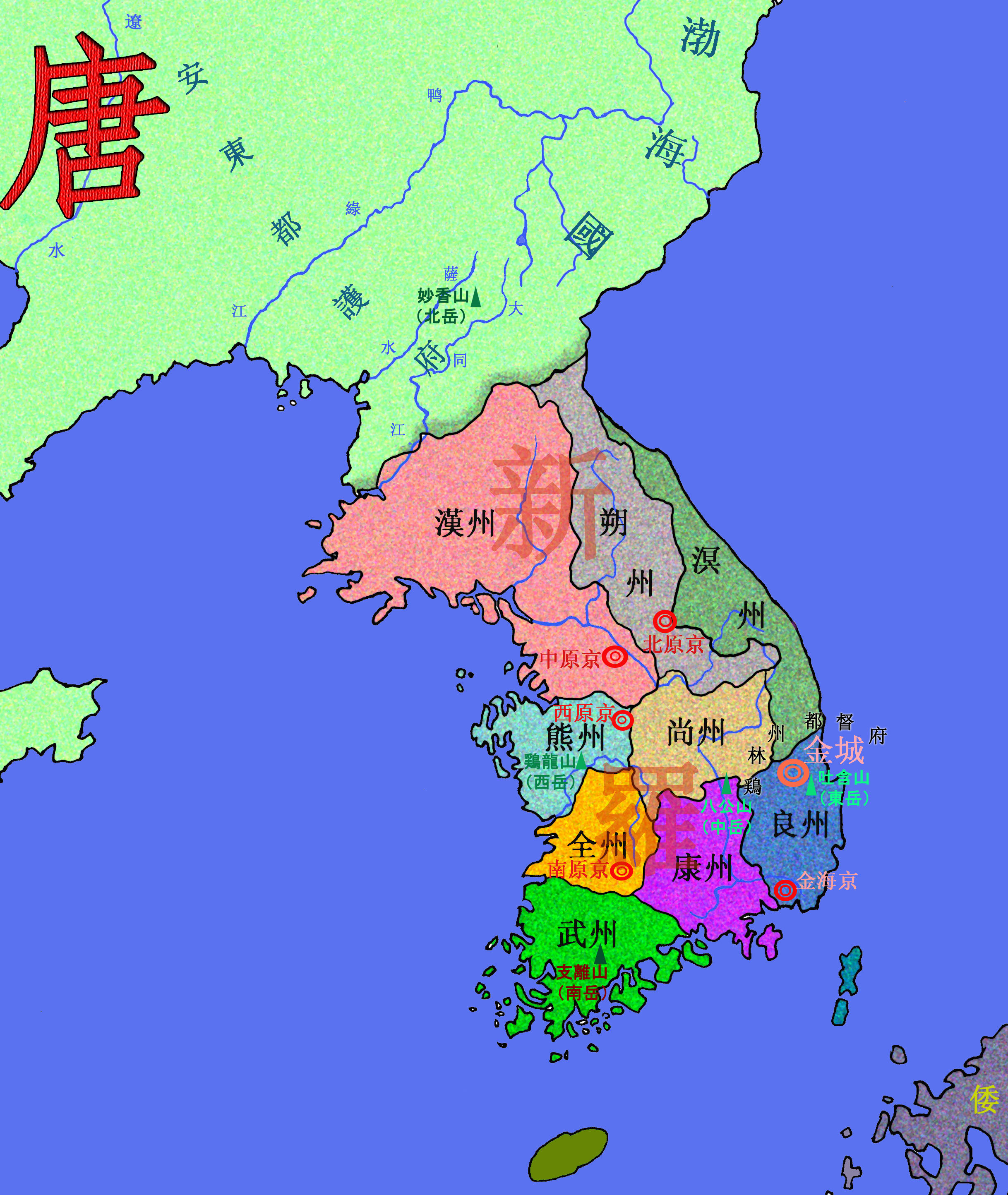
鶏林州都督府の位置

鶏林州都督府（けいりんしゅうととくふ）は、唐が新羅の版図に設置した統治機関。都督府制度は唐が周辺の国々を征伐した後、征服した国に設置した統治制度である。「鶏林（ケリム）」は新羅のこと、転じて「朝鮮」の別名。高句麗と百済が唐により滅亡すると、旧高句麗に安東都護府、旧百済に熊津都督府、新羅に鶏林州都督府を設置し、朝鮮半島全域を藩属国から羈縻州へと変更された。

## 沿革
660年、唐が百済を滅ぼすと、百済の故地に熊津都督府など5都督府を設置。663年4月、新羅に鶏林州都督府を設置し、下部に州県を設置して羈縻州とした。都督には新羅の文武王が任じられている。しかし、他の東方部と違って名目上にのみ存在し、実際には機能しなかった。 これは唐が安東都護府を通じて直接新羅に干渉しようとしたことが原因で羅唐戦争が起き、唐が敗れ新羅王に職責だけを付与する形につながったためであった。その後16名の新羅王が鶏林州都督に任じられたが、安史の乱の発生により平盧節度使が山東半島へ移され淄青平盧節度使と改称されると、節度使が鶏林州都督府を兼任するようになった。

## 歴代鶏林州都督
1. 金法敏 661年即位、663年冊封
2. 金政明 681年即位冊封
3. 金理洪 692年即位冊封
4. 金興光 702年即位冊封
5. 金承慶 737年即位、738年冊封
6. 金憲英 742年即位、743年冊封
7. 金乾運 765年即位、768年冊封
8. 金良相 780年即位、785年冊封
9. 金敬信 785年即位、786年冊封
10. 金俊邕 799年即位、800年冊封
11. 金清明 800年即位、805年冊封
12. 金彦昇 809年即位冊封
13. 金景徽 826年即位、827年冊封
14. 金悌隆 836年即位、837年冊封
15. 金明 838年即位（未冊封）
16. 金祐徴 839年即位（未冊封）
17. 金慶膺 840年即位、841年冊封
18. 金誼靖 857年即位（未冊封）
19. 金膺廉 861年即位、865年冊封
20. 金晸 875年即位、878年冊封